# Jamie Lyon

a Compétitions nationales et continentales officielles uniquement.

b Matchs officiels uniquement.
Jamie Lyon, né le 24 janvier 1982 à Narrabri, est un joueur de rugby à XIII australien évoluant au poste de centre ou demi d'ouverture dans les années 2000. Il a notamment été sélectionné en sélection australienne, aux New South Wales Blues et  dans la sélection du Country. En club, il a fait ses débuts avec Parramatta Eels en 2000 en National Rugby League avant de rejoindre la Super League et St Helens RLFC en 2006 pour deux saisons, en 2008 il retourne en Australie en signant aux Manly Sea Eagles. 
En 2005, il a été élu  Man of Steel, le trophée annuel du meilleur joueur de la Super League.